# Mario Giannuzzi
Mario Giannuzzi (Altamura, 1º ottobre 1775 – Altamura, 28 novembre 1849) è stato un militare e politico italiano.

## Biografia
Era il figlio di Ottavio Giannuzzi e apparteneva all'antica casata dei Giannuzzi. I suoi fratelli erano Francesco Giannuzzi, Giuseppe Giannuzzi (medico, chiamato ironicamente da Vitangelo Bisceglia "Robespierre"), Luca Giannuzzi e Nunzio Giannuzzi. Si distinse durante la Rivoluzione altamurana (1799) per il coraggio e la determinazione mostrate, tanto che lo storico Vincenzo Vicenti afferma che fu, "senza esagerare, il più ostinato difensore di Altamura".
Fu un convinto repubblicano e si batté strenuamente per le sue idee. La sua famiglia, i Giannuzzi, diedero formalmente inizio alla cosiddetta Rivoluzione altamurana (1799), rendendosi responsabili, il 18 gennaio 1799, dell'omicidio di Felice Schiraldi e del padre, uomini del governatore regio di Altamura Gennaro Taveri. Pochi giorni dopo, lo stesso Gennaro Taveri, intimorito, fuggì da Altamura e, da quel momento, i Giannuzzi non lasciarono più le armi. Vitangelo Bisceglia afferma che Mario Giannuzzi prese parte all'omicidio degli Schiraldi:
(bisceglia-1800, pag. 311)
Durante la Rivoluzione altamurana (1799), ricoprì le cariche di Municipalista e membro di una compagnia della Guardia Civica della città. Vitangelo Bisceglia fornisce un'accurata descrizione di Mario Giannuzzi pur esprimendo dei giudizi critici non imparziali nei suoi confronti, dal momento che Vitangelo Bisceglia era un filoborbonico. In particolare, lo definisce:
che aveva de' talenti militari da saper ben condurre un' impresa. Sciagurato! Pretese di far argine alle disposizioni della Provvidenza, ma i suoi sforzi servirono a maggiormente rilevare che la causa del Re è in special modo protetta da Dio, e Altamura ne diede una pruova dimostrativa da far epoca nella posterità, e da servire il suo esempio a far ravvedere i traviati. Suppongo già corretto quell'uomo e per ciò che ha veduto operarsi sotto de' suoi occhi, e per la correzione d'essere stato per più mesi nelle forze della giustizia.»
(bisceglia-1800, pag. 385-386)
Esaurite le munizioni, la mattina del 10 maggio 1799 Mario Giannuzzi fuggì insieme a molti altri altamurani dalla città, ma al ritorno venne imprigionato prima nel castello di Barletta (dove visse in condizioni di estrema deprivazione), poi nel carcere di Napoli e infine sull'isola di Santo Stefano. Fu scarcerato insieme agli altri prigionieri politici in seguito alla pace di Firenze (1801). Durante il saccheggio della città, la sua dimora subì la stessa sorte e alla sua famiglia fu imposto un tributo di 2000 ducati. Il Registro di Polizia del tempo lo definisce una persona "effervescente e buona".
Nel 1806, con Giuseppe Bonaparte sul trono del Regno di Napoli, Mario Giannuzzi fu nominato Cancelliere e Archiviario del Municipio di Altamura. Fu iscritto alla massoneria sin da prima della Rivoluzione altamurana, mentre a partire dal 1813 entrò a far parte della Carboneria. Anche durante le insurrezioni del 1820 e la firma della costituzione da parte di re Ferdinando I delle Due Sicilie, Mario Giannuzzi dimostrò il suo coraggio e sostenne la costituzione concessa dal re. In seguito, visse nelle campagne per paura di essere imprigionato e fu perseguitato dalla polizia borbonica. Si sposò con Maria Moramarco il 26 gennaio 1826 e morì nella sua città natale Altamura il 28 novembre 1849.

## Cariche ricoperte
- Municipalista di Altamura durante la Repubblica Napoletana del 1799;[2]
- Membro di una compagnia della Guardia Civica di Altamura durante la Repubblica Napoletana del 1799;[2]
- Cancelliere e Archiviario del Municipio di Altamura (1806-?);[7]

## Onorificenze
- Medaglia d'argento - Tenente delle Legioni Provinciali (decreto del governo francese datato 26 marzo 1809).[7]